# Kladara Beach
Der Kladara Beach (englisch; bulgarisch бряг Кладара Brjag Kladara) ist ein 2 km langer und im antarktischen Sommer unverschneiter Strand an der Südwestküste von Greenwich Island im Archipel der Südlichen Shetlandinseln. Er bildet das Südufer des Yankee Harbour und wird nach Westen durch die Basis des Provadiya Hook, nach Süden durch den Oborishte Ridge und nach Osten durch die Mündung des Solis-Gletschers begrenzt.
Britische Kartierungen erfolgten 1822 und 1968, chilenische 1971, argentinische 1980, bulgarische 2005 sowie 2009. Die bulgarische Kommission für Antarktische Geographische Namen benannte den Strand 2010 nach der Festung Kladara im Südosten Bulgariens.